# Peter Peter (Autor)
Peter Peter (* 1956 in München) ist ein deutscher Autor und Journalist für die Themen Reise und Kulinarik.

## Leben
Peter Peter wuchs in München auf. Er studierte Kulturwissenschaften in Wien, Hamburg und Perugia und promovierte in Klassischer Philologie. Danach plante und leitete er Studienreisen in Italien, Ägypten, Jordanien, Irland und Indien. Seit 1994 widmet er sich schriftstellerischer Tätigkeit, zudem kam ab 2000 Reisejournalismus mit Artikeln für Merian, Madame und Elle Bistro hinzu. Seit 2003 liefert er journalistische Beiträge und Restaurantkritiken für den Gesellschaftsteil der Frankfurter Allgemeinen Sonntagszeitung. 2005 wurde er Mitglied der Deutschen Akademie für Kulinaristik, 2006 Gastdozent an beiden Sitzen der von Slow Food gegründeten Università delle scienze gastronomiche in Pollenzo (Piemont) und Colorno (Parma). Seit 2009 lehrt er für den Masterstudiengang des Gastrosophiezentrums der Universität Salzburg das Modul „Weltküchen und Kochsysteme“ und spricht auf internationalen Kongressen. Er unterrichtet an Hochschulen „kulinarisches Tourismusmanagement und Food-Trends“ und moderiert universitäre Exkursionen.
Peter Peter ist Verfasser prämiierter Kulturgeschichten der Küche sowie zahlreicher kunsthistorischer und literarischer Reisebücher und Interviewpartner der Medien für kulinarische Themen.

## Schriften
- Sizilien literarisch. Klett-Cotta Verlag, Stuttgart 2000, ISBN 3-608-91772-1.
- Die besten Trattorien rund um den Gardasee. Wilhelm Heyne Verlag, München 2000, ISBN 3-453-15493-2.
- Die besten Trattorien der Toscana. Wilhelm Heyne Verlag, München 2001, ISBN 3-453-15493-2.
- Die schönsten Gasthäuser in Südtirol. Wilhelm Heyne Verlag, München 2001, ISBN 3-453-19425-X.
- Venedig. Merian Classic, München 2001.
- Golf von Neapel. Klett-Cotta Verlag, Stuttgart 2003, ISBN 3-608-93282-8.
- Wo Deutschland am besten schmeckt (zusammen mit Rainer Herrmann), Collection Rolf Heyne, München 2003.
- Sizilianische Küche (zusammen mit Christian Schreibmüller), Komet, Köln 2003.
- Das Starlet und der Parfumeur (mit Ellen Katja Jaeckel), Picus Verlag, Wien 2005, ISBN 3-85452-797-7.
- Mittelitalien. HB, Ostfildern 2005.
- Korfu, Lefkada, Ithaka, Kefalonia, Zakynthos ADAC Verlag, München 2006.
- Cucina & cultura – Kulturgeschichte der italienischen Küche, C.H.Beck Verlag, München 2006, ISBN 3-406-55063-0.
- Oberitalien, komplett aktualisierte Auflage 2007/2008, Polyglott, München 2007.
- Ziegen, Götter, Bergschönheiten (zusammen mit Ellen Katja Jaeckel), Picus Verlag, Wien 2007.
- Kulturgeschichte der deutschen Küche, C.H.Beck Verlag, München 2008, ISBN 3-406-57224-3.
- Bodensee. 30 Kulinarische Eskapaden, Oase Verlag, Badenweiler 2011, ISBN 978-3-88922-072-1.
- Kulturgeschichte der österreichischen Küche, C.H.Beck Verlag, München 2013, ISBN 3406640184.
- Italienische Riviera, ADAC Verlag München 2014.
- Umbrien, ADAC Verlag München 2015, ISBN 978-3-9568-9112-0.
- Vive la Cuisine! Kulturgeschichte der französischen Küche. C.H.Beck, München 2019, ISBN 978-3-406-72624-8.
- Blutorangen - Eine Reise zu den Zitrusfrüchten Italiens. Verlag Klaus Wagenbach, Berlin 2024, ISBN 978-3-8031-1384-9.

## Auszeichnungen
- ENIT-Preis für den besten deutschsprachigen Italien-Reiseführer (MarcoPolo Umbrien)
- Wissenschaftspreis Kulinaristik-Forum 2012[3]